# 塞西尔县 (马里兰州)
塞西爾縣（
英語：）是美国马里兰州東北角的一個縣，位於切萨皮克湾北岸，北鄰宾夕法尼亚州，東鄰特拉华州，面積1,082平方公里。根據2020年美國人口普查，共有人口10萬3,951人。縣治埃尔克顿。該縣成立於1674年，縣名紀念馬里蘭殖民地首任总督塞西爾·卡爾弗特。